# Gabino Flores
Gabino Flores Torres (19 de febrero de 1905, Santa Fe, Zapotlanejo Jalisco - 11 de octubre de 1930, Tepatitlán de Morelos, Jalisco) fue un militar mexicano que alcanzó el grado de coronel en el Ejército Cristero. En su mejor momento logró liderar 1500 cristeros que rodeaban la ciudad de Tepatitlán de Morelos y municipios aledaños.

## Vida personal
Nació el 19 de febrero de 1905 en Corralillos, Santa Fé, municipio de Zapotlanejo, Jalisco. Es el 9.º hijo del matrimonio de Gabino Flores López y Agapita Torres. En 1925 se casó con Refugio Ramírez, con quien tuvo 2 hijos. Formó parte de la Unión Popular (UP) agrupación católica creada por Anacleto González Flores.  

## Guerra Cristera

### 1927
Se unió al Ejército Cristero el 1 de enero y posteriormente se levantó en armas el 6 de enero en la región de los Altos de Jalisco. El 10 de enero bajo las órdenes del coronel José Reyes Vega tomó la ciudad de Arandas Jalisco. A mediados de año militó en la División del Sur comandada por el general de división Jesús Degollado Guízar, durante su estancia participó en la Batalla de las Peñas el 2 de agosto en la cual los cristeros derrotaron a una columna federal de 800 hombres en Cotija de la Paz.

### 1928
A principios de año el general Reyes Vega lo asciende a coronel al mando del Regimiento Gómez Loza que iba del sur de Tepatitlán a Tonalá. El 23 de agosto de 1928 asesinó al juez Ignacio G. Velázquez en Tepatitlán, en respuesta el coronel federal J. de Jesús Lacarra ordena ahorcar al sacerdote Tranquilino Ubiarco Robles. A finales de 1928 junto a Félix Barajas ataca Puente Grande, ampliando el territorio cristero y situándose cerca de Guadalajara. En 1928 atacó Zapotlán del Rey pero fue derrotado por federales y agraristas comandados por Roberto Alquicira.

### 1929
En marzo toma San Antonio Juanacaxtle y ordena quemar el archivo municipal. El 19 de abril de 1929 bajo las órdenes del general Reyes Vega derrota a federales y agraristas en la Batalla de Tepatitlán, en esta batalla comandaba 300 hombres y resistió los embates de 2000 federales hasta que Vega atacó la retaguardia gobernista.

#### Arreglos y muerte
No se amnistió durante los arreglos del 21 de junio de 1929 hasta recibir la orden directa de Jesús Degollado Guízar. Entregó las armas en Zapotlanejo en agosto de 1929 y se retiró a vivir a Capilla de Milpillas, Tepatitlán. En la noche de su rendición fue emboscado por la tropa que lo amnistió, sin embargo, logra huir y asesinar al mando de la tropa. Durante un intento de volver a levantarse en armas pidió un préstamo a Pedro Gutiérrez, sin embargo al este negarse, Flores lo acribilló. El 11 de octubre de 1930 fue emboscado y asesinado junto a su asistente Beremundo Villalobos por soldados federales al mando del coronel Rafael Esquinca.

## Legado
En la capilla de Milpillas se encuentra una placa conmemorativa en su honor que reza:

La comunidad de Capilla de Milpillas, Jal. Dedica en memoria del Héroe Cristero:
CNEL. GABINO FLORES. 
Quien murio en este lugar el 9 de Octubre de 1932 por defender la religión católica en México.
DIOS, PATRIA Y LIBERTAD.

Desde hace algunos años en Tepatitlán de Morelos se realiza una cabalgata en honor del coronel cristero. Regularmente se realiza a finales de año, realizando un recorrido que culmina en la capilla de Milpillas.
La localidad natal de Flores fue conocida como Corralillo de Flores en su honor, hasta que cambió su nombre por La Paz.
Ha sido protagonista de diversos Corridos, los más conocidos son; Corridos de los Cristeros en Michoacán, que fue compuesto en 1928 y narra las batallas de la División del Sur en Michoacán; y Combate de Tepatitlán que narra la Batalla de Tepatitlán, destacando la participación de Flores.